# Gradski stadion Bjelovar
Gradski stadion Bjelovar nogometni je stadion u Bjelovaru. Smješten je u sjevernom dijelu grada unutar četvrti Logorište na Poljani dr. Franje Tuđmana. Stadion se sastoji od dva dijela; stariji stadion "Drvenjak" i atletska staza u krugu IV. škole Bjelovar i Dvorane europskih prvaka i novi stadion izgrađen 2022. godine.
Stadion je sjedište drugoligaškog kluba NK Bjelovara.

## Povijest
Stadion u Bjelovaru prvi put se javlja 1931.. godine kada grad na prijedlog nogometnog djelatnika Alekseja Lutenbergera, Filipa Jandrokovića i Rudolfa Fingerhuta prikupili novac za izgradnju Gradskog stadiona koji je svečano otvoren 15. kolovoza na blagdan Velike Gospe. Stadion je izgrađen u isto vrijeme kao i atletska staza koja je služila i za atletiku i moto utrke.
Prva utakmica na stadionu je bila između tada najboljih bjelovarskih nogometnih klubova Begeške i Slavena.
Iako je Logorište tijekom Prvog i Drugog svjetskog rata vraćeno u vojnu svrhu, stadion nije doživio devastacije osim, početkom svibnja 1945. godine, nove vlasti ušle su na prostore Gradskog stadiona i na lomači spalili i uništili svu dokumentaciju vezanu uz stadion i klubove koji su imali klupske prostore na stadionu. Nedugo nakon završetka rata se na stadionu osniva NK Bjelovar koji nastavlja tradiciju Begeške i Slavena i kroz natjecanja ponovno je započeo silnu zainteresiranost za nogomet kao sport u Bjelovaru.
Sam stadion nije imao velike nadogradnje ili ulaganja sve do 1954. godine, kada je zbog posjete Josipa Broza Tita, stadion obnovljen i nadograđen u "Drvenjak".
Tijekom Bitke za vojarnu u Bjelovaru 29. rujna 1991. godine tijekom žestokih borbi oko zauzimanja bjelovarske vojarne, vojnici JNA smješteni u obližnjem skladištu tenkova projektilima su pogodili stadionske tribine i klupske prostorije. Stadion je nakon rata obnovljen.
Nakon osamostaljenja Hrvatske započeti su razgovori o prikladnosti "Drvenjaka" za sportske svrhe grada i nogometnog kluba NK Bjelovar. 2021.. godine počinje izgradnja novog stadiona na Poljani dr. Franje Tuđmana, bivšem prostoru vojnih objekata skladišta tenkova.
Godine 2022. dovršena je izgradnja novoga Gradskog stadiona Bjelovar.